# Hấp hối
Hấp hối là tình trạng cơ thể trước khi chết.
Tình trạng hấp hối có thể chia làm 3 giai đoạn:
1. Thời kỳ cuối cùng: trong thời kỳ này, hoạt động của tim và hô hấp ngừng tạm thời 30-90 giây, mất phản xạ mắt, đồng tử giãn rộng. Điểm chủ yếu trong giai đoạn này là sự ức chế vỏ não lan đến các trung tâm quan trọng ở hành tủy. Các hoạt động sống bị rối loạn. Chuyển hóa rối loạn: quá trình giáng hóa mạnh hơn quá trình tổng hợp, dung giải đường mạnh hơn oxy hóa. Tại não bộ glucose, phosphocreatinin giảm, axit lactic và phospho vô cơ tăng... Thời kỳ này kéo dài khoảng 2-3 phút.
2. Thời kỳ hấp hối: trong thời kỳ này cơ thể sống đấu tranh chống lại cái chết. Hô hấp xuất hiện trở lại nhưng là loại hô hấp có chu kỳ gọi là thở cá, tim đập yếu, phản xạ có thể xuất hiện trở lai, người bệnh có thể tỉnh lại. Trong thời kỳ này trung tâm điều hòa hành tủy hoạt động đến mức tối đa để duy trì sự hoạt động của các chức phận sinh lý trong điều kiện ức chế các bộ phận thần kinh. Thời kỳ hấp hối kéo dài vài phút tới vài giờ.
3. Thời kỳ chết lâm sàng: Hoạt động của tim và phổi ngừng. Thường thì phổi ngừng hoạt động trước tim nhưng đôi khi có trường hợp tim đã ngừng hoạt động mà vẫn thấy thở nhè nhẹ ít lâu. Trong lúc thần kinh trung ương hoàn toàn bị ức chế. Không còn quá trình oxy hóa và có những rối loạn sâu sắc các men hô hấp. Lượng axit lactic tăng vọt, phospho vô cơ cũng tăng lên do sự phá hủy các phức hợp đại năng lượng. ATP, phosphocreatinin đều giảm.

## Thời gian chết
Thời gian chết lâm sàng tùy thuộc vào nhiều yếu tố:
- Tuổi: tuổi trẻ thời gian này kéo dài hơn người già vì dự trữ năng lượng lớn và khả năng hồi phục tốt hơn.
- Nhiệt độ môi trường: nhiệt độ càng thấp thời gian này càng dài.
- Tính chất quá trình tử vong: những trường hợp chết đột ngột (như bị điện giật) có thời gian chết lâm sàng dài hơn là khi chết kéo dài (như chết do ngạt thở).
- Thời gian hấp hối: cũng như tính chất quá trình tử vong, hấp hối càng ngắn thời gian chết lâm sàng càng dài và ngược lại. (Do quá trình hấp hối tiêu hao nhiều năng lượng.) Thời gian chết lâm sàng kéo dài khoảng 5-10 phút, bắt đầu từ lúc tim phổi ngừng hoạt động cho tới lúc não có những rối loạn không hồi phục dẫn tới chết sinh vật.

## Chết sinh vật
Giai đoạn cuối cùng của quá trình tử vong mà khi mọi khả năng hồi phục không còn nữa. Tổn thương chủ yếu vẫn là rối loạn hoạt động thần kinh trung ương. Do đó có những trường hợp khôi phục chức năng hô hấp, tuần hoàn nhưng không khôi phục được chức năng thần kinh trung ương nên bệnh nhân vẫn chết.